# Carlos Palau

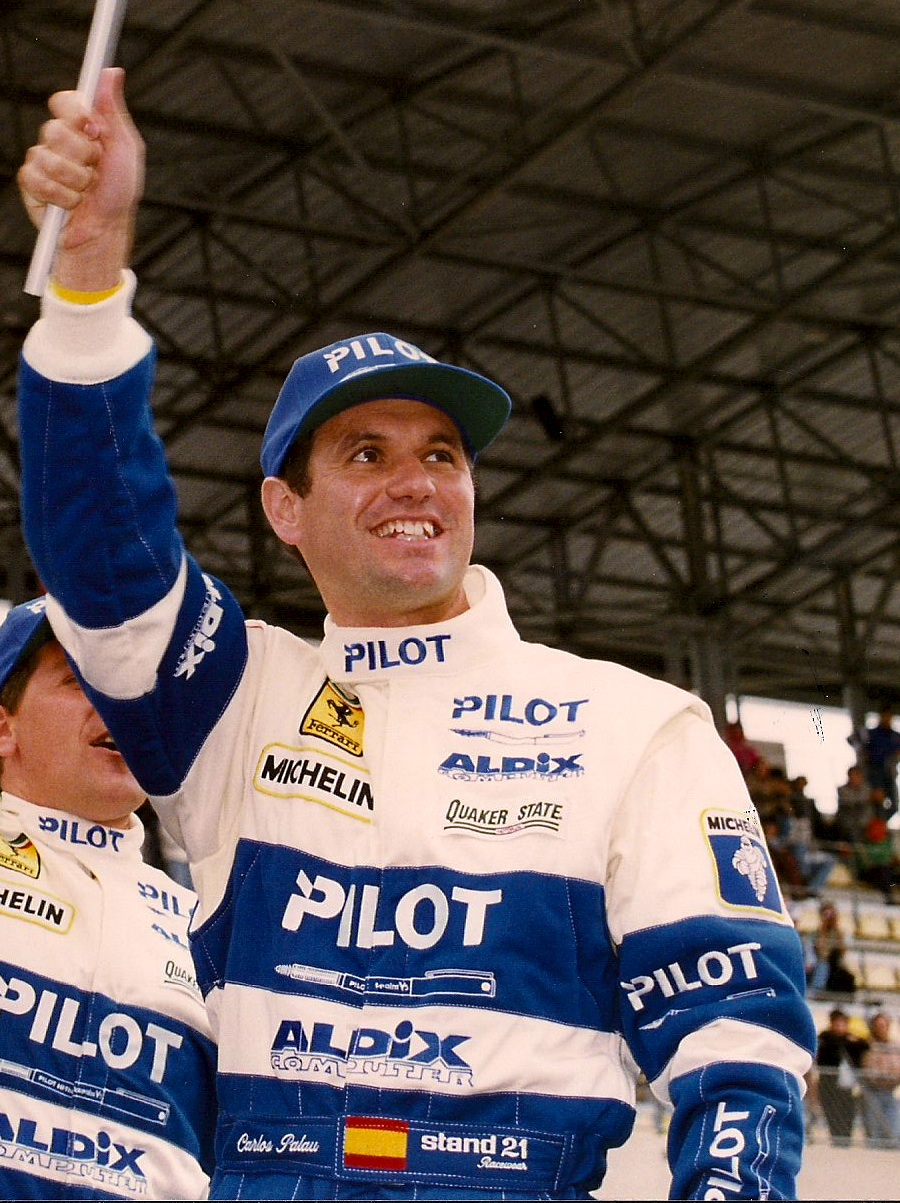
Carlos Palau 1995 in Le Mans

Carlos Palau (* 4. März 1959 in Ripoll) ist ein ehemaliger spanischer Autorennfahrer.

## Karriere als Rennfahrer
Carlos Palau begann seine Karriere als Motorrad-Rennfahrer und wechselte 1991 in den Automobilsport. In diesem Jahr bestritt er seine erste Saison in der Spanischen Tourenwagen-Meisterschaft, die er auf einem Ford Sierra RS Cosworth als Gesamtfünfter beendete (Gesamtsieger wurde Luis Pérez-Sala, der einen Alfa Romeo 75 America fuhr). In der spanischen Tourenwagenserie war er in den 1990er-Jahren regelmäßig am Start. 1992 wurde der Gesamtzweiter und 1993 Gesamtdritter der Serie.
Seine größten Erfolge feierte er in der spanischen GT-Meisterschaft, wo er nach einem dritten Endrang 1999 und einem zweiten Endrang 2000 in einem Werks-Lister Storm, 2001 die Gesamtwertung gewann.
Dreimal war er beim 24-Stunden-Rennen von Le Mans am Start. Seine beste Platzierung hatte er 1994, als er die achte Stelle in der Gesamtwertung erreichte und einen Sieg in der GT2-Klasse feierte.

## Statistik

### Le-Mans-Ergebnisse
| Jahr | Team                  | Fahrzeug                | Teamkollege      | Teamkollege  | Platzierung            | Ausfallgrund  |
| ---- | --------------------- | ----------------------- | ---------------- | ------------ | ---------------------- | ------------- |
| 1994 | Larbre Compétition    | Porsche 911 Carrera RSR | Dominique Dupuy  | Jesús Pareja | Rang 8 und Klassensieg |               |
| 1995 | Pilot Aldix Racing    | Ferrari F40LM           | Olivier Thévenin | Michel Ferté | Rang 12                |               |
| 1997 | Saleen-Allen Speedlab | Saleen Mustang RRR      | Steve Saleen     | Price Cobb   | Ausfall                | Reifenschaden |